# Reforma do vestuário vitoriano

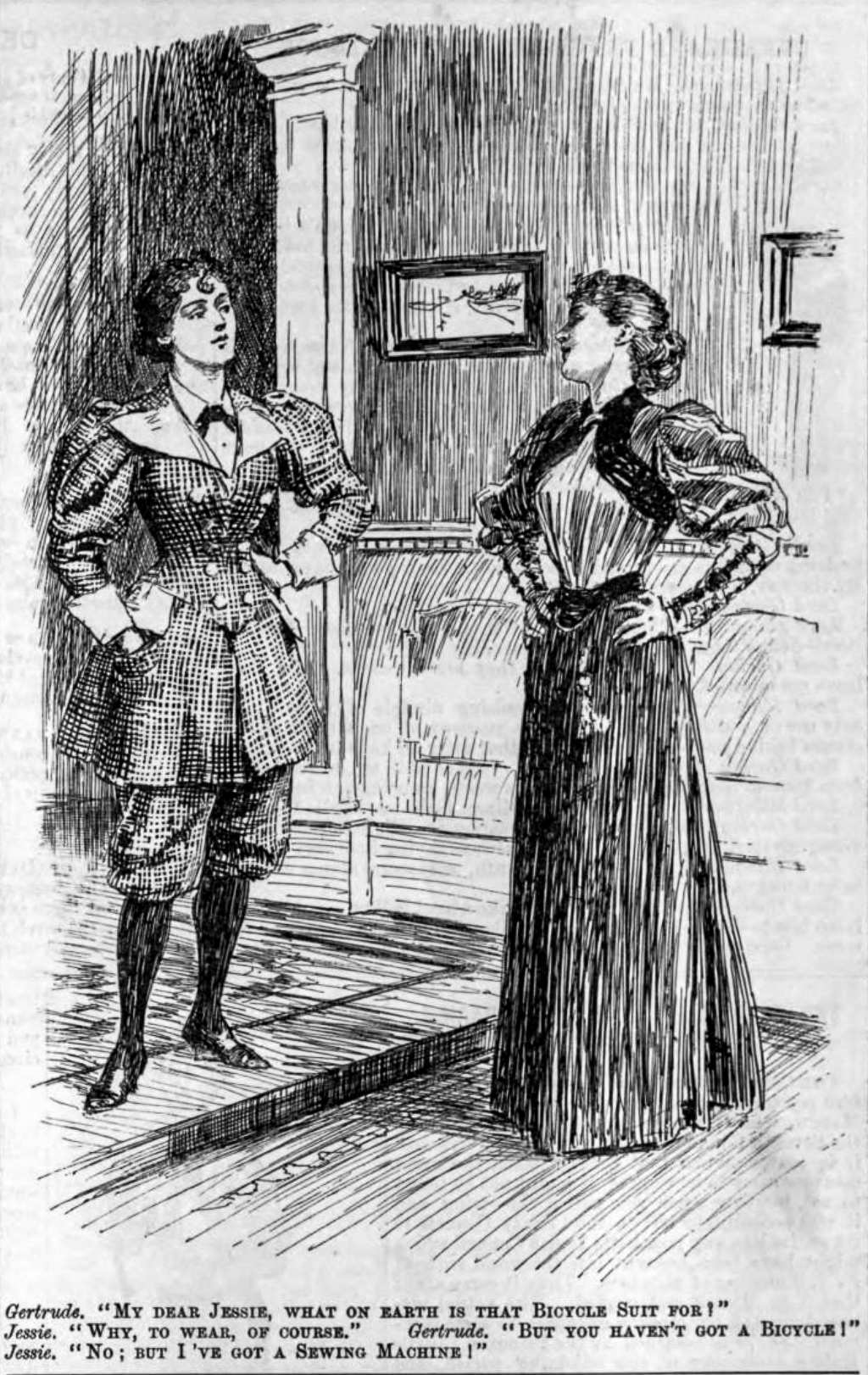
Cartoon de 1895 da Punch.
Gertrude: "Minha querida Jessie, para que diabos serve esse traje de bicicleta?"
Jessie: "Ora, para se vestir, é claro."
Gertrude: "Mas você não tem uma bicicleta!"
Jessie: "Não; mas eu tenho uma máquina de costura!"

Reforma do vestuário vitoriano foi um objetivo do movimento de reforma do vestuário vitoriano (também conhecido como movimento do vestuário racional) da Era Vitoriana média e final, liderado por diversos reformadores que propunham, desenhavam e usavam roupas consideradas mais práticas e confortáveis do que as modas da época.
Os reformadores do vestuário eram, em sua maioria, mulheres da classe média envolvidas na primeira onda do feminismo no mundo ocidental, desde a década de 1850 até a de 1890. O movimento surgiu na Era Progressista juntamente com as reivindicações pelo movimento pela temperança, educação feminina, Sufrágio e pureza moral. A reforma do vestuário pedia a emancipação dos "ditos da moda", expressava o desejo de "cobrir adequadamente os membros assim como o tronco" e promovia o "vestuário racional". O movimento teve seu maior sucesso na reforma das roupa íntimas femininas, que podiam ser modificadas sem expor a usuária ao ridículo social. Os reformadores do vestuário também foram influentes ao persuadir mulheres a adotarem vestimentas simplificadas para atividades atléticas, como andar de bicicleta ou nadar. O movimento preocupava-se muito menos com as roupas masculinas, embora tenha iniciado a adoção generalizada dos Macacãos de lã tricotada ou dos calções compridos.
Alguns dos proponentes do movimento estabeleceram os salões de reforma do vestuário, ou lojas, onde as mulheres podiam comprar moldes para costura das vestimentas ou adquiri-las diretamente.

## Críticas ao espartilho apertado
A moda nas décadas de 1850 a 1880 acentuava grandes Crinolina, volumosos Cochetes e bustos almofadados com cinturas minúsculas amarradas em "espartilhos moldados a vapor". O uso de Espartilho apertado tornou-se parte da Controvérsia do espartilho: os reformadores do vestuário afirmavam que o espartilho era motivado pela vaidade e tolice, além de ser prejudicial à saúde. Os riscos à saúde relatados incluíam danos e realocação dos órgãos internos, fertilidade comprometida, fraqueza e depleção geral do organismo. Aqueles que defendiam o uso do espartilho argumentavam que ele era necessário para um vestuário elegante e possuía prazeres únicos; o historiador da moda David Kunzle teorizou que alguns entusiastas do uso excessivo do espartilho poderiam ter experimentado prazer sexual ao apertá-lo ou ao se esfregar contra a parte frontal do espartilho, o que contribuía para a indignação moral contra a prática. Médicos como Alice Bunker Stockham aconselhavam seus pacientes contra seu uso, especialmente durante a maternidade; a reformista e ativista Catharine Beecher foi uma das poucas a desafiar as normas de decoro e discutir as questões ginecológicas resultantes do uso prolongado do espartilho, em particular o Prolapso uterino. A historiadora feminista Leigh Summers teorizou que parte do pânico moral derivava da ideia comum, porém indescritível, de que o uso excessivo do espartilho poderia ser empregado para induzir um aborto.
Mulheres americanas ativas no movimento anti-escravidão e nos Movimento pela temperança, com experiência em oratória e agitação política, exigiam vestimentas sensatas que não restringissem seus movimentos. Enquanto os defensores da moda elegante sustentavam que os espartilhos mantinham uma postura ereta e uma "boa figura", como estrutura física necessária para uma sociedade moral e bem ordenada, os reformadores do vestuário contestavam que as modas femininas não só eram prejudiciais fisicamente, como também resultavam de uma conspiração masculina para tornar as mulheres subservientes, cultivando nelas uma psicologia de escravas. Acreditavam que uma mudança nas modas poderia transformar por completo a posição das mulheres, permitindo maior mobilidade social, independência em relação aos homens e ao casamento, a possibilidade de trabalhar por um salário, além de maior liberdade de movimento e conforto.

## “Cinturas de emancipação” e reforma das roupas íntimas

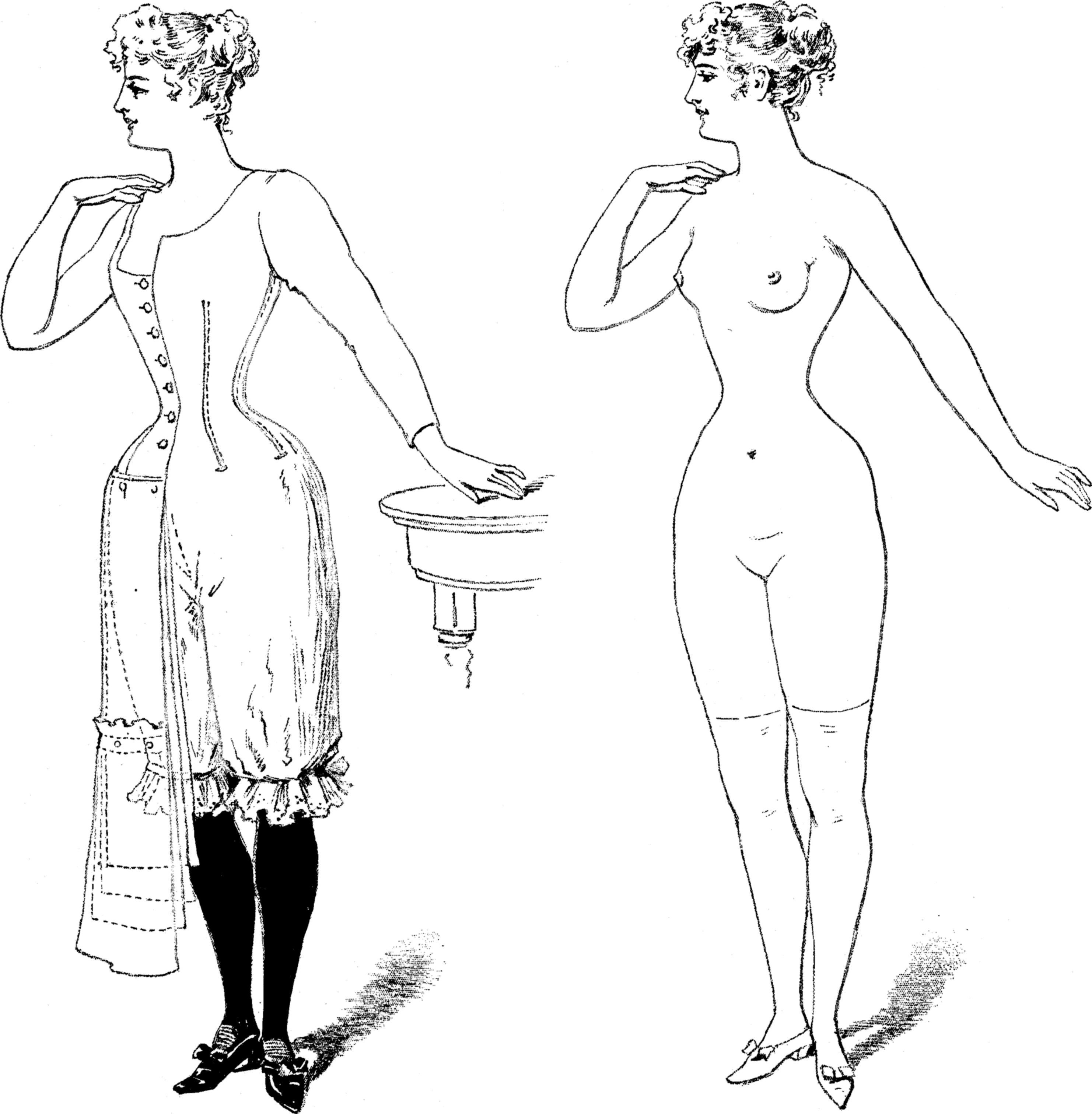
Uma tentativa de reforma do vestuário em 1891, mas mantendo uma silhueta elegante

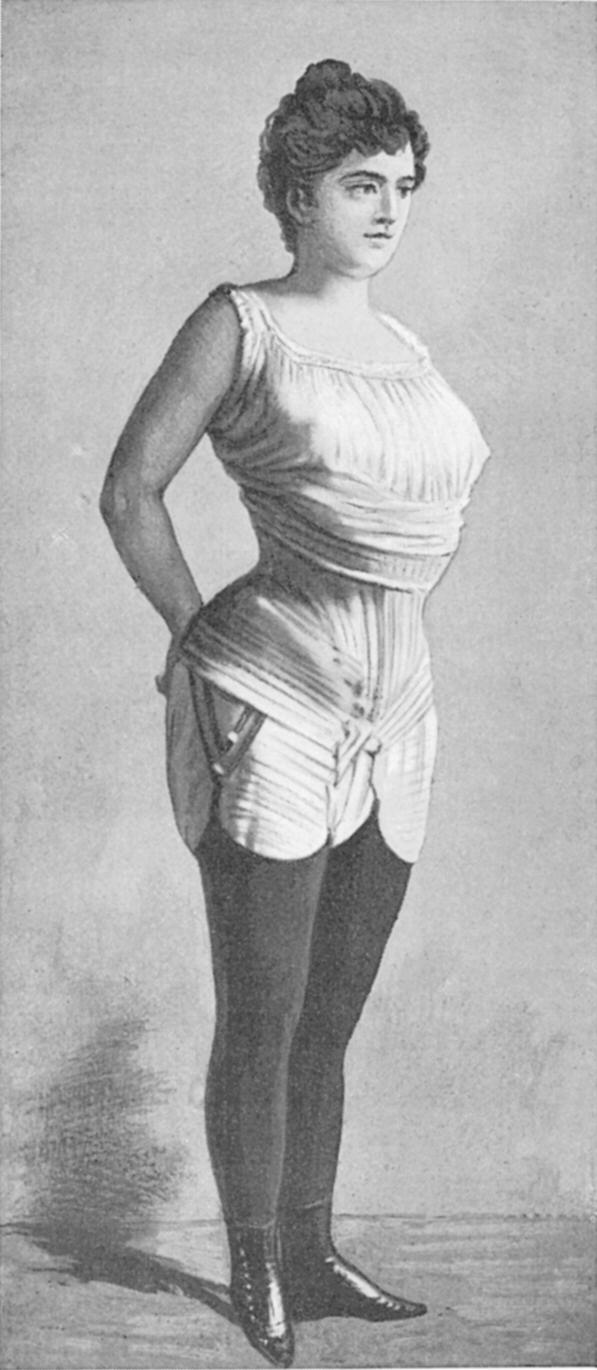
Inès Gaches-Sarraute em um espartilho de frente reta, de cerca de 1892, que se tornou fashion no período eduardiano

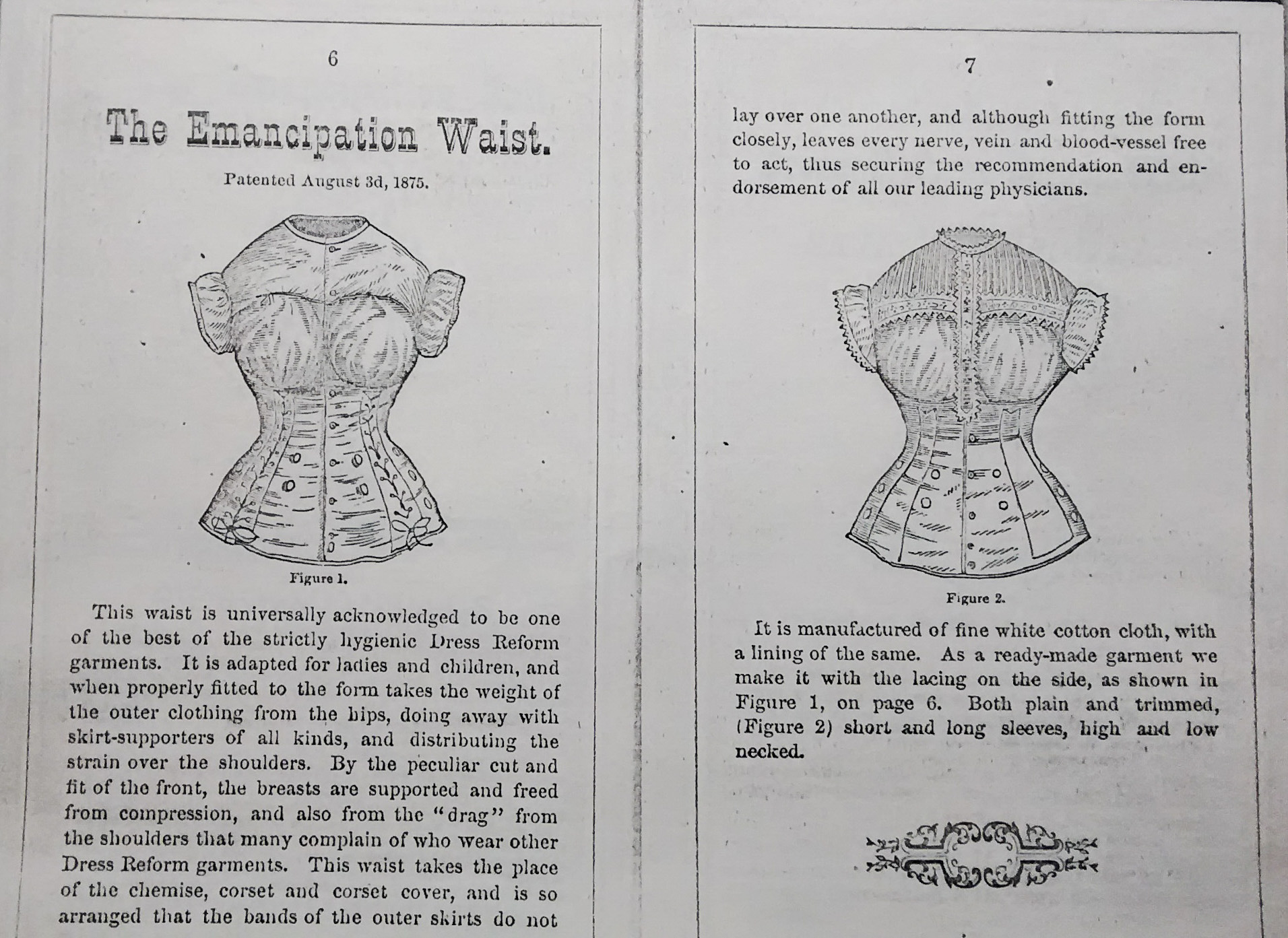
'A Cintura de Emancipação.' Trecho de 'Catálogo de Reforma do Vestuário e Outros Sub-Roupas Sanitários para Damas e Crianças' – George Frost and Co., Boston, Mass., 1 de junho de 1876.

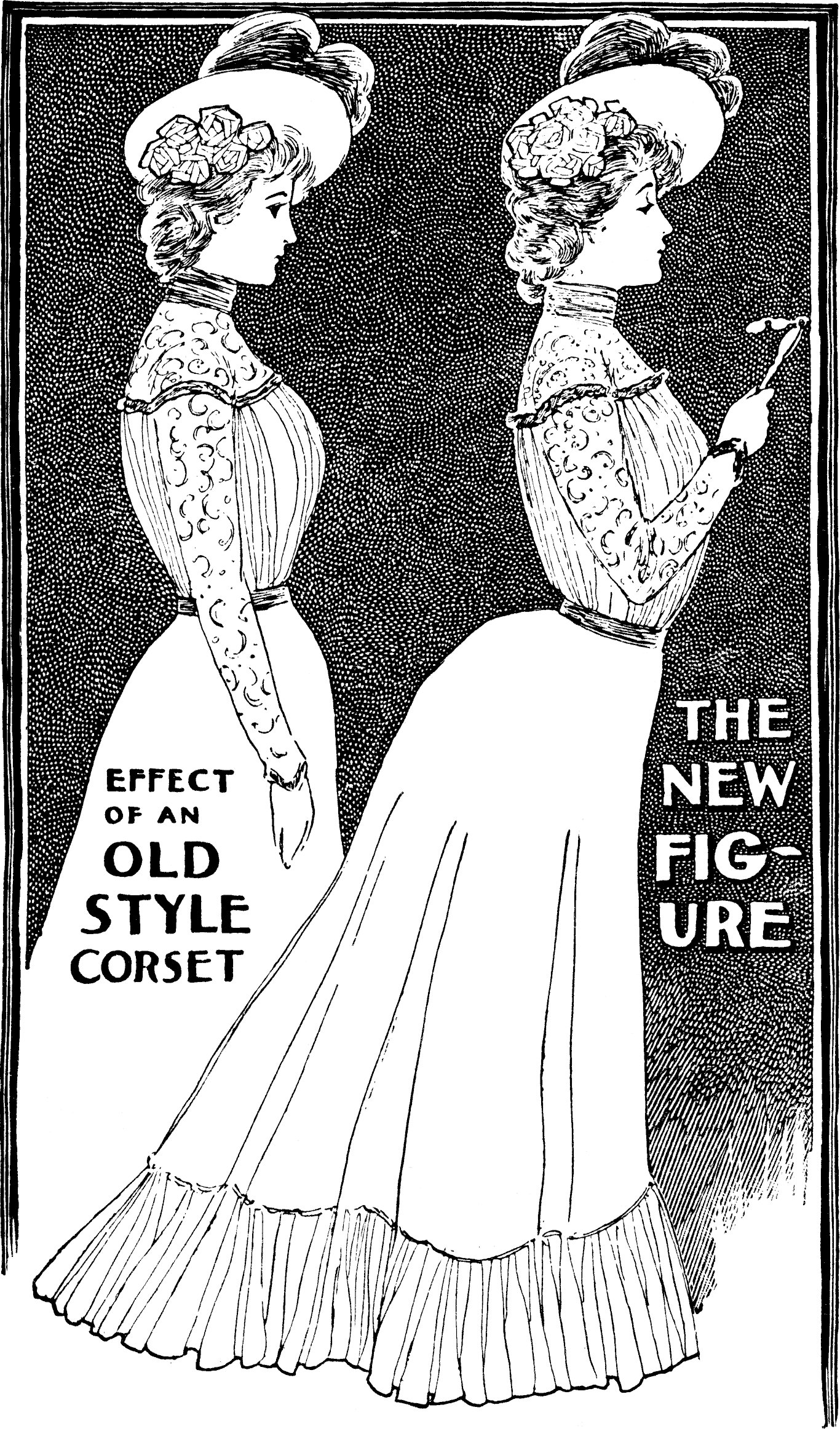
Um diagrama de 1900 da Ladies' Home Journal ilustrando a diferença entre os espartilhos vitorianos e eduardianos

Os reformadores do vestuário promoveram a cintura de emancipação, ou Corpo de liberdade, como substituto do espartilho. O corpo de liberdade era um colete justo sem mangas, com fechamento frontal e fileiras de botões na parte inferior, aos quais podiam ser acopladas Anáguas e uma saia. Todo o tronco sustentaria o peso das anáguas e da saia, e não apenas a cintura (visto que pendurar todo o peso de saias e anáguas volumosas em uma cintura estreita – em vez de suspender as vestimentas dos ombros – era outra questão frequentemente discutida pelos reformadores do vestuário). Os corpos precisavam ser ajustados por uma costureira, e os moldes podiam ser encomendados pelo correio. A médica Alice Bunker Stockham criticou o espartilho e afirmou sobre o espartilho para gravidez: "O melhor espartilho para gravidez é a ausência de espartilho." A "união emancipadora sob flanela" foi vendida pela primeira vez na América em 1868. Ela combinava uma peça superior (camisa) e calças (calções) na forma que hoje conhecemos como o Macacão. Embora tenha sido inicialmente desenhado para mulheres, o macacão também foi adotado por homens e ainda é vendido e usado atualmente, tanto por homens quanto por mulheres, como roupa íntima de inverno.
Em 1878, um professor alemão chamado Gustav Jaeger publicou um livro afirmando que somente vestimentas feitas de pelos animais, como a lã, promoviam a saúde. Um contador britânico chamado Lewis Tomalin traduziu o livro e abriu uma loja vendendo o Sistema de Lã Sanitária do Dr. Jaeger, incluindo macacões de lã tricotada. Estes logo ficaram conhecidos como "Jaegers" e tornaram-se amplamente populares.
Não está claro quantas mulheres, tanto nas Américas quanto no Continente, usaram esses chamados corpos de "reforma". Contudo, a Fotografia de retrato contemporânea, a Moda e a literatura das publicações de moda, bem como os exemplos sobreviventes das próprias roupas íntimas, sugerem que o espartilho era quase universal como vestimenta diária para mulheres e moças (e inúmeros homens fashionistas) até a década de 1920, quando os Cinta-liga passaram a predominar.

### O espartilho higiênico
O principal resultado do movimento de reforma do vestuário parece ter sido a evolução – e não a eliminação – do espartilho. Devido à comoção em saúde pública acerca dos espartilhos e do uso excessivo do Espartilho apertado, muitos médicos passaram a dedicar-se à fabricação de espartilhos. Diversos profissionais da saúde ajudavam a ajustar seus pacientes com espartilhos para evitar os perigos dos modelos mal adaptados, e alguns até projetavam seus próprios espartilhos. Roxey Ann Caplin tornou-se uma renomada fabricante de espartilhos, contando com a ajuda de seu marido, médico, para criar espartilhos que, segundo ela, eram mais respeitosos com a anatomia humana. Inès Gaches-Sarraute desenhou o espartilho de frente reta em resposta às questões ginecológicas de suas pacientes, atribuídas ao uso de espartilhos. O design visava reduzir a pressão sobre o abdômen e melhorar a saúde geral. A nova silhueta em S, criada por esse design, rapidamente se popularizou entre as casas de moda no início do século XX.

## Traje Bloomers

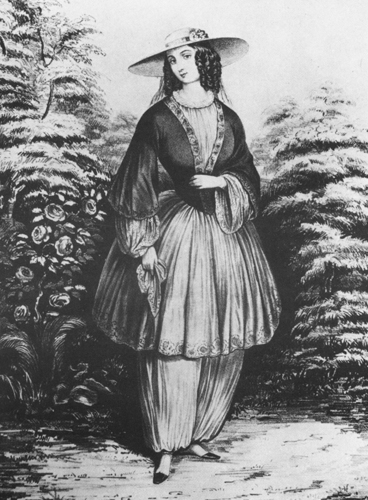
Traje Bloomers

O produto mais famoso da era da reforma do vestuário é o traje bloomers. Em 1851, uma ativista da temperança da Nova Inglaterra, Elizabeth Smith Miller (Libby Miller), adotou o que considerava um traje mais racional: calças soltas, reunidas nos tornozelos – semelhantes às usadas por mulheres do Oriente Médio e da Ásia Central – combinadas com um vestido curto (ou saia) e colete. Ela exibiu sua nova vestimenta para a ativista da temperança e sufragista Elizabeth Cady Stanton, que a achou sensata e adequada, adotando-a imediatamente. Com esse traje, ela visitou outra ativista, Amelia Bloomer, editora da revista de temperança O Lírio. Bloomer não só usava o traje, como também o promovia entusiasticamente em sua publicação. Mais mulheres passaram a adotar a moda e prontamente foram apelidadas de "Bloomers". Uma reforma do vestuário foi apoiada por uma campanha da Associação Nacional de Reforma do Vestuário, fundada em 1856.
Elas lutaram por alguns anos, mas foram alvo de ridicularização na imprensa e sofreram assédio nas ruas. Os mais conservadores da sociedade protestaram que as mulheres haviam "perdido o mistério e a atratividade ao descartarem suas vestes fluídas."
A própria Amelia Bloomer abandonou a moda em 1859, afirmando que uma nova invenção, a Crinolina, era uma reforma suficiente e que ela poderia retornar ao vestuário convencional. O traje bloomer morreu – temporariamente – para retornar, muito mais tarde (em forma diferente), como traje atlético feminino nas décadas de 1890 e início dos anos 1900.

## Movimento do vestuário estético
Na década de 1870, um movimento predominantemente inglês, liderado por Mary Eliza Haweis, buscou a reforma do vestuário para realçar e celebrar a forma natural do corpo, preferindo as linhas mais soltas das eras Idade Média e Renascimento. Movido por uma nostalgia histórica por modas mais indulgentes, o movimento do vestuário estético criticava o vestuário da moda por suas formas imutáveis e buscava "a confecção e ornamentação de um manto" que complementasse, de maneira harmoniosa, o corpo natural.
O Irmandade Pré-Rafaelita e outros reformadores artísticos opuseram-se às elaboradas aplicações das confeitarias da moda vitoriana, com sua silhueta antinatural baseada em um espartilho rígido e aros, consideradas tanto feias quanto desonestas. Algumas mulheres associadas ao movimento adotaram um estilo de reviver, fundamentado em influências românticas da Idade Média, como mangas bufantes do tipo Juliette e saias longas. Esses estilos eram confeccionados nas suaves cores dos corantes vegetais, ornamentados com bordado manual no estilo de bordado artístico, apresentando sedas, desenhos orientais, cores suaves, cabelos naturais e frisados, e não enfatizavam a cintura de forma definida.
O estilo espalhou-se como uma "anti-moda", denominado vestuário artístico, na década de 1860 em círculos literários e artísticos, desapareceu na década de 1870 e ressurgiu como vestuário estético na década de 1880, onde dois dos principais proponentes foram o escritor Oscar Wilde e sua esposa Constance, ambos tendo proferido palestras sobre o assunto. Em 1881, foi fundada em Londres a Sociedade do Vestuário Racional. A referida sociedade defendia saias divididas como uma forma de vestimenta mais prática, mas sua presidente e cofundadora, Lady Florence Harberton, foi além – ao andar de bicicleta, ela usava o traje completo "racional", que consistia em uma saia mais curta usada sobre calças volumosas.

## O movimento do vestuário racional por país
O movimento de reforma do vestuário espalhou-se dos Estados Unidos e da Grã-Bretanha para os países nórdicos na década de 1880 e da Alemanha para a Áustria e os Países Baixos. A questão foi tratada internacionalmente no Congresso Internacional pelo Trabalho Feminino e Empreendimentos das Mulheres em Berlim, 1896, no qual participaram Alemanha, América, Bélgica, Dinamarca, Inglaterra, Finlândia, Rússia, Suécia, Suíça e Hungria.Predefinição:Page number needed

### Áustria
Na Áustria, o movimento de reforma do vestuário esteve ligado ao Movimento das Artes e Ofícios quando a Secessão de Viena foi fundada em 1897 por artistas progressistas em oposição ao Künstlerhaus.
Josef Hoffman, Koloman Moser, Otto Wagner, Alfred Roller e Hermann Bahr apoiaram a reforma do vestuário, expressão que manifestaram nos Dokumente der Frauen em 1902, e alguns deles contribuíram com desenhos de vestimentas reformadas.
Gustav Klimt e Emilie Flöge teriam cooperado no design de moda reformada, e tais vestimentas foram associadas à Wiener Werkstätte.

### Dinamarca
Na Dinamarca, o traje Bloomers foi adotado como vestimenta esportiva para meninas durante a patinação no gelo já na década de 1860. Embora não tenham sido fundadas sociedades específicas de reforma do vestuário na Dinamarca, a sociedade de direitos das mulheres Dansk Kvindesamfund abordou ativamente a questão sob a influência da Sociedade Sueca de Reforma do Vestuário na década de 1880; publicaram seu próprio folheto, Om Sundheden og Kyindedraegten, de J. Frisch, colaboraram com Estocolmo e Oslo no design e exposição dos trajes reformados, notadamente durante a Exposição Nórdica de 1888.

### Finlândia
Embora não tenham sido fundadas sociedades específicas de reforma do vestuário na Finlândia, a sociedade de direitos das mulheres Suomen Naisyhdistys abordou ativamente a questão sob a influência da Sociedade Sueca de Reforma do Vestuário na década de 1880; realizaram palestras em várias cidades finlandesas, conseguiram que o traje reformado fosse aceito como vestimenta esportiva nas escolas femininas da capital até 1887 e foram agraciadas com a grande medalha de prata pelo seu traje reformado para alunas na exposição da Sociedade Higiênica Russa em São Petersburgo em 1893.

### França
Não foram fundadas sociedades específicas de reforma do vestuário na França. Embora a questão tenha sido adotada e discutida por várias organizações francesas de direitos das mulheres, ela não recebeu prioridade, e somente com o grande entusiasmo pelo ciclismo na França, na década de 1890, é que as mulheres, em geral, passaram a adotar o traje bloomer com calças e sem espartilhos como vestimenta esportiva.
No início do século XX, entretanto, a indústria da moda francesa foi finalmente influenciada pelo movimento de reforma do vestuário, que aboliu o espartilho na década de 1910.

### Alemanha
A Alemanha foi um país líder na em alemão: Reformkleidung no século XIX, sendo parte integrante do grande movimento de reforma da saúde em alemão: Lebensreform, que defendia uma mudança na saúde das vestimentas tanto para mulheres quanto para homens, apoiada por médicos e cientistas como Gustav Jaeger e Heinrich Lahmann, e já se advogava pela liberdade do espartilho e das calças para as mulheres.
O movimento feminino, entretanto, não se engajou na questão até depois do Congresso Internacional das Mulheres em Berlim, em setembro de 1896. Duas semanas depois, foi fundada a associação alemã de reforma do vestuário, Allgemeiner Verein zur Verbesserung der Frauenkleidung. Sua primeira exposição ocorreu em abril de 1897 em Berlim, com 35 fabricantes submetendo propostas de reforma. Desde 1899, houve inclusive uma exposição permanente em Berlim com exemplos de "vestuário feminino melhorado". Assim como seus equivalentes na Áustria, nos Países Baixos e nos países nórdicos, a associação alemã de reforma do vestuário concentrou-se na reforma das roupas íntimas femininas – sobretudo no que diz respeito aos espartilhos. O movimento alemão conseguiu influenciar a opinião pública a tal ponto que uma de suas figuras de destaque, Minna Cauer, pôde relatar em 1907 que a indústria alemã de espartilhos enfrentava dificuldades devido à queda no uso destes.

### Japão

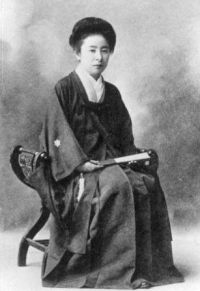
Shimoda Utako usando hifu e hakama

Utako Shimoda (1854–1936), uma ativista dos direitos das mulheres, educadora e reformadora do vestuário, considerava o quimono tradicional demasiado restritivo, impedindo mulheres e meninas de se movimentarem e participarem de atividades físicas, prejudicando sua saúde. Enquanto o vestuário ocidental era adotado na época, ela também via os espartilhos como restritivos e nocivos à saúde feminina. Utako Shimoda trabalhou como dama de companhia para a Imperatriz Shōken de 1871 a 1879. Adaptou as vestimentas usadas pelas damas de companhia na corte imperial japonesa para criar um uniforme para sua Universidade Feminina Jissen. Durante o Período Meiji (1868–1912) e o Período Taishō (1912–1926), outras escolas femininas também adotaram o hakama. Tornou-se a vestimenta padrão para o ensino médio no Japão, embora mais tarde tenha sido em grande parte substituído por uniformes ocidentais no estilo marinheiro.
Inokuchi Akuri também desenhou roupas esportivas para crianças.
Na corte imperial, o keiko simplificado substituiu vestimentas mais pesadas.[carece de fontes?]

### Países Baixos
Nos Países Baixos, o interesse pela questão foi despertado após a fundação de uma sociedade de reforma do vestuário na Alemanha vizinha, e em 1899 foi fundada a sociedade holandesa de reforma do vestuário, Vereeniging voor Verbetering van Vrouwenkleeding (V.v.V.v.V.). A sociedade de reforma do vestuário realizou palestras, participou de exposições e colaborou com designers para produzir uma nova moda para mulheres que pudesse ser não só atraente, mas também confortável e saudável.

### Noruega
Embora não tenham sido fundadas sociedades específicas de reforma do vestuário na Noruega, a sociedade de direitos das mulheres Norsk Kvinnesaksforening abordou ativamente a questão sob a influência da Sociedade Sueca de Reforma do Vestuário a partir da década de 1880; colaborou com Estocolmo e Copenhague no design e exposição dos trajes reformados, notadamente durante a Exposição Nórdica de 1888.
A Noruega é, de fato, descrita como um dos países onde o interesse e o sucesso da questão foram maiores. O médico Lorentz Dietrichson, participante proeminente na abolição do espartilho na Controvérsia do espartilho tanto na Suécia quanto na Noruega, proferiu uma palestra em favor da reforma do vestuário na Noruega já em 1886, como comentário ao movimento sueco do mesmo tema, do qual participou; a sociedade de reforma do vestuário sueca exibiu com sucesso seus trajes reformados em Oslo, a Norsk Kvinnesaksforening demonstrou interesse e o movimento, assim, iniciou-se na Noruega no mesmo ano em que na Suécia. Johanne Biörn realizou palestras nas escolas de Oslo, e a designer norueguesa Kristine Dahl obteve sucesso não só em seu país natal, como também na Suécia, tornando-se uma figura central no movimento de reforma do vestuário.

### Suécia
A Suécia foi uma nação líder no movimento de reforma do vestuário, pois o movimento chegou primeiro à Suécia dentre todos os países nórdicos e daí se espalhou para a Dinamarca, Finlândia e Noruega.
Em 1885, o professor Curt Wallis trouxe consigo o livro em inglês de reforma do vestuário Dress and Health, que foi traduzido para o sueco por Oscara von Sydow como Reformdrägten: En bok för qvinnor skrifven af qvinnor. Após um discurso de Anne Charlotte Leffler no clube feminino Nya Idun, os Friends of Handicraft encarregaram Hanna Winge de desenhar um traje reformado, o qual foi produzido por Augusta Lundin e exibido em público, ampliando a divulgação da questão, e em 1886 foi fundada a Sociedade Sueca de Reforma do Vestuário.
Após uma tentativa inicial de lançar um traje reformado, o movimento sueco de reforma do vestuário concentrou-se na reforma das roupas íntimas femininas, sobretudo no que tange ao espartilho. Esse movimento correspondeu ao equivalente na Grã-Bretanha, bem como ao movimento americano de reforma do vestuário de Annie Jenness Miller. O movimento alcançou certo sucesso na Suécia; na década de 1890, os espartilhos deixaram de ser aceitos para as alunas das escolas femininas, e a principal estilista sueca, Augusta Lundin, relatou que suas clientes não se submetiam mais ao uso excessivo do espartilho.

## Mudanças eventuais na moda
Embora o movimento de reforma do vestuário vitoriano em si não tenha conseguido promover uma mudança generalizada na moda feminina, as transformações sociais, políticas e culturais até a década de 1920 ocasionaram um relaxamento orgânico dos padrões de vestimenta.
Com novas oportunidades para faculdades femininas, a emenda nacional de sufrágio de 1920 e o aumento das opções de carreira pública para as mulheres durante e após a Primeira Guerra Mundial, as estruturas da moda e das roupas íntimas foram relaxadas, juntamente com a melhora na posição social feminina. Incorporando a ideia da Nova Mulher, as mulheres passaram a adotar modas inspiradas no estilo masculino, como ternos de saia simples e sob medida, gravatas e blusas engomadas. Na década de 1920, vestimentas de estilo masculino para atividades casuais e esportivas eram menos condenadas socialmente. As novas modas exigiam roupas íntimas mais leves, saias mais curtas, corpos menos justos, calças e valorizavam figuras esguias e de aspecto "masculino". Como observou Lady Duff Gordon, na década de 1920 "as mulheres tiraram seus espartilhos, reduziram suas vestimentas ao mínimo tolerado pelas convenções e passaram a usar roupas que as envolviam, em vez de se ajustarem a elas."
Embora formas de espartilhos, Cinta-ligas e sutiãs continuassem a ser usados até a década de 1960, como afirma Riegel, "a emancipação feminina trouxe uma reforma do vestuário maior do que a mais visionária das primeiras feministas havia defendido."

## Galeria

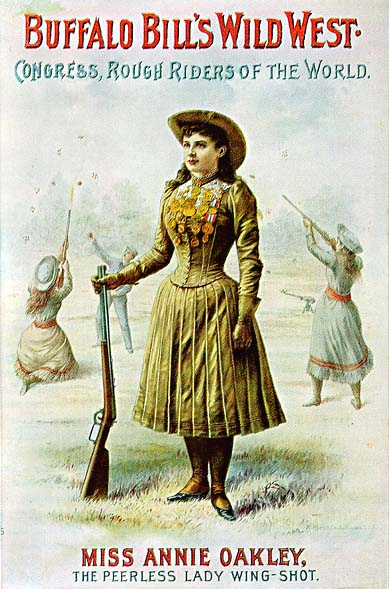
Cartaz, aproximadamente, da segunda metade da década de 1880, mostrando Annie Oakley vestindo traje com saia curta
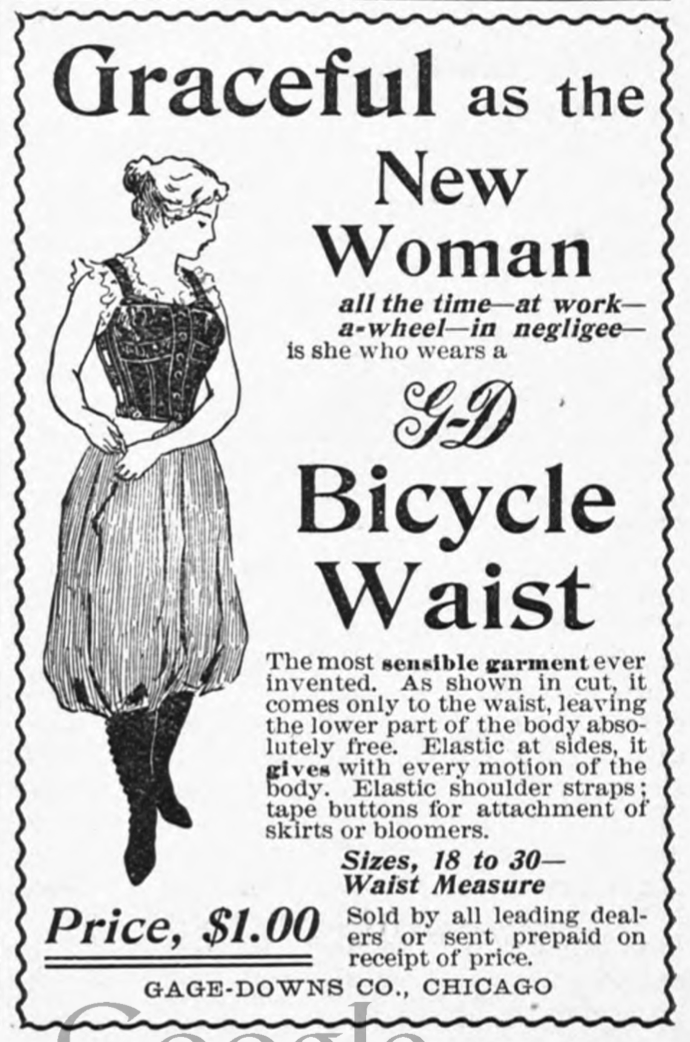
Anúncio de 1896 mostrando uma cinta-liga modificada, que permitia às mulheres liberdade para os membros inferiores, facilitando o uso da bicicleta, então em voga
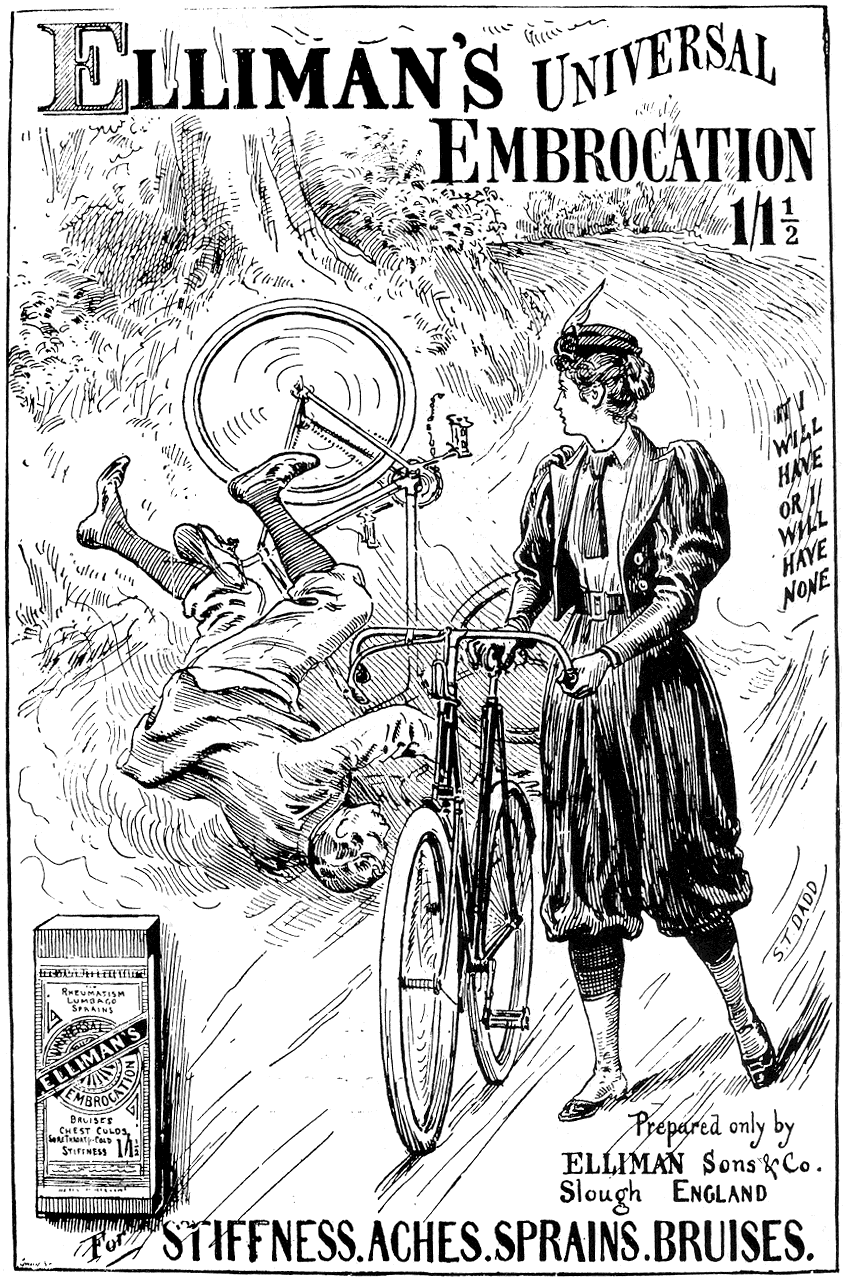
Anúncio de 1897, apresentando um exemplo relativamente precoce de uma mulher comum (não frequentadora de praias) em público com vestimenta sem saia (para andar de Bicicleta)
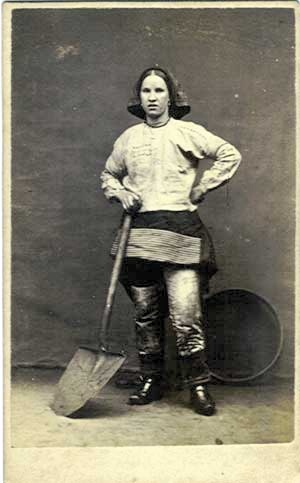
Wigan – "moças de pit brow" escandalizadas por usarem calças para trabalhos perigosos em minas de carvão. Usavam saias sobre as calças, dobradas até a cintura para mantê-las afastadas.